# Włodzimierz Osadczy
Włodzimierz Osadczy (ukr. Володимир Осадчий, ur. 25 kwietnia 1969 we Lwowie) – polski historyk pochodzenia ukraińskiego.

## Życiorys
W latach 80. odbył zasadniczą służbę wojskową w Armii Radzieckiej.

### Wykształcenie i praca zawodowa
Absolwent Wydziału Historycznego Uniwersytetu Lwowskiego. 18 marca 1998 uzyskał na Katolickim Uniwersytecie Lubelskim tytuł doktora na podstawie pracy pt. Płaszczyzna współistnienia obrządków greckiego i łacińskiego Kościoła katolickiego w Galicji Wschodniej po Concordii 1863–1914. Na tej samej uczelni zdobył też habilitację.
Został zatrudniony na stanowisku adiunkta w Instytucie Historii Uniwersytetu Marii Curie-Skłodowskiej w Lublinie. Później podjął pracę na stanowisku profesora nadzwyczajnego w Katedrze Historii Kościoła w Czasach Nowożytnych i Dziejów Teologii w Instytucie Historii Kościoła i Patrologii na Wydziale Teologii Katolickiego Uniwersytetu Lubelskiego oraz w Państwowej Wyższej Szkole Zawodowej w Chełmie. 
Od 2006 roku do 2021 roku był dyrektorem Ośrodka Badań Wschodnioeuropejskich – Centrum Ucrainicum KUL.

### Działalność społeczna i polityczna
W 1989 przystąpił do Stowarzyszenia Kultury Polskiej w Łucku. Od 1993 mieszka w Polsce, gdzie przyjechał jako stypendysta Fundacji Jana Pawła II.
W latach 2006–2009 był kanclerzem Europejskiego Kolegium Polskich i Ukraińskich Uniwersytetów. Jest członkiem Komisji Europy Wschodniej Polskiej Akademii Umiejętności, członkiem Zarządu Wojewódzkiego Stowarzyszenia „Polska–Wschód” oraz prezesem Stowarzyszenia Polska–Armenia, oddział Lublin.
W 2018 r. wszedł w skład Społecznego Komitetu Obchodów Narodowego Dnia Pamięci Ofiar Ludobójstwa Polaków na Kresach Wschodnich,  a w 2022 w skład Społecznego Komitetu Budowy Pomnika „Rzeź Wołyńska” w Domostawie.
W wyborach samorządowych w 2018 bez powodzenia kandydował do sejmiku województwa lubelskiego z listy KWW Jedność Narodu – Wspólnota, otrzymując 118 głosów. W wyborach do Parlamentu Europejskiego w 2019, jako bezpartyjny reprezentant środowisk kresowych, znalazł się na liście Konfederacji KORWiN Braun Liroy Narodowcy w okręgu nr 8. Uzyskał 2320 głosów, sam komitet nie przekroczył jednak progu wyborczego.

## Nagrody i wyróżnienia
W 2007 otrzymał Nagrodę „Przeglądu Wschodniego”.

## Publikacje
- Osadczy W. Działalność Zgromadzenia Zmartwychwstania Pańskiego na rzecz Unii i Kościoła greckokatolickiego // Roczniki Teologiczne. - 1997. – T. XLIV. – Z. 4
- Kościół i cerkiew na wspólnej drodze. Concordia 1863. Z dziejów porozumienia między obrządkiem greckokatolickim a łacińskim w Galicji Wschodniej, Lublin: Redakcja Wydawnictw KUL 1999.
- Polacy na Ukrainie dzisiaj: informator, Cz. 1: Federacja organizacji polskich na Ukrainie, Warszawa: Towarzystwo Naukowe Polska-Wschód 2000.
- Katolic'ka cerkva v Ukraïnì: ìstoričnij naris, Lublin: Luceoria Books: „Norbertinum” 2001.
- Krym tatarski w polskich dziejach i kulturze ( XV - XVIII wieku ), w : Polacy na Krymie. Lublin 2004, s. 55-56.
- Święta Ruś: rozwój i oddziaływanie idei prawosławia w Galicji, Lublin: Wydawnictwo Uniwersytetu Marii Curie-Skłodowskiej 2007.
- Władyka Markijan: o historii i dniu dzisiejszym Kościoła katolickiego na Ukrainie z księdzem biskupem Marcjanem Trofimiakiem rozmawia Włodzimierz Osadczy, Lublin-Łuck: Wydawnictwo KUL – Ìnstitut Cerkovnih Doslìdžen' 2009.
- Niedokończone msze Wołyńskie // Wołanie z Wołynia, Nr 4 (95). Lipec-Sierpień 2010, s. 32-34
- (redakcja) Święty arcybiskup Lwowa Józef Bilczewski. Materiały z międzynarodowej konferencji naukowej poświęconej św. Józefowi Bilczewskiemu, arcybiskupowi metropolicie lwowskiemu obrządku łacińskiego, w 150. rocznicę urodzin i 5. rocznicę kanonizacji, 18–21 listopada 2010 roku, Lublin-Lwów, pod red. Włodzimierza Osadczego, Lublin-Lwów: Wydawnictwo KUL – Wydawnictwo bł. Jakuba Strzemię Archidiecezji Lwowskiej ob. łac. 2011.
- Osadczy W. Rzezie czy wojna cywilizacji? Kulturowe i społeczne uwarunkowania zbrodni wołyńskiej // „Res Cresoviana”, nr 1/2019, Lublin 2019, s. 63–101
- Dzieje i martyrologium Unii Św. na Litwie w świetle żywota i pamiętników ks. Grzegorza Micewicza, kapłana obrządku unickiego,  Włodzimierz Osadczy, Bogumiła Jędrzejewska,  Wydawca: von Borowiecky, Warszawa-Radzymin 2022[10].
- Czy Zełenski przeprosi Polaków? / z prof. Włodzimierzem Osadczym rozmawia Jakub Zgierski. W: Najwyższy Czas! : pismo konserwatywno-liberalne. 2022, nr 35/36, s. LVI-LVII
- Holy Rus - On Ukrainian Russophilism. Przegląd Rusycystyczny, 2023, nr 2(182), s. 14-28.